# Pajura (cartier)
Pajura este un cartier situat în sectorul 1 al Bucureștiului.
Cartierul are o suprafață de 72 ha și este delimitat de str. Jiului la nord, bd. Poligrafiei la est, linia de cale ferată la sud și bd. Bucureștii Noi la vest. Este format preponderent din locuințe colective de diverse categorii și prezintă densități diferite în interiorul zonei. Ansamblurile de locuințe colective au fost construite în anii 1960 pe terenuri agricole. Prin urmare, cartierul este unul relativ nou, si uneori este considerat ca fiind o subdiviziune a cartierului Bucureștii Noi. 
Transportul in comun este asigurat de către R.A.T.B., prin liniile de troleibuz 65 si 86, aceasta din urma făcand legătura si cu centrul (Calea Victoriei, Piața Romană, Bd. Dacia, Foisorul de foc, Arena Națională) , ambele linii permit accesul la Gara de Nord. În imediata vecinătate se află și stația de metrou Jiului, aflată pe linia de metrou M4 (Gara de Nord - Depou Străulești).
In acest cartier se află o policlinică (Policlinica Pajura), două școli (Scoala Nr. 178 și Școala Europeană), un liceu (Liceul Teoretic Constantin Brâncoveanu), o biserică (Biserica Sfânta Vineri Pajura) si Piața Pajura. Pe strada Pajurei se află și Orășelul Cunoașterii, un muzeu de știință dedicat copiilor.
Este un cartier relativ linistit. Acesta are si acces la centre comerciale, Profi la capatul liniilor de troleibuz 65 și 86, precum si Kaufland si Penny Market (ambele la intersectia Str. Pajura cu Bd.  Bucureștii Noi).
Cartierul se află într-un proces de modernizare și schimbare continuă. Fosta Filatură Dacia a fost înlocuită de magazinul Kaufland, Casa de Cultură Pajura a devenit salon de evenimente (Burlesque Events) iar spațiul exterior ce ținea de aceasta a fost ocupat de o benzinărie (Rompetrol), un service auto, un bloc rezidențial, un loc de joacă (Kungfu Pizza) și un complex de servicii sociale (CSS Jiului). Fostul sediu Romtelecom s-a transformat în bloc rezidential (Noa Residence) iar terenul aferent Așezământului social Justinian Patriarhul se transformă tot în proiect imobiliar.